# حتى النفس الأخير (فلم)
حتى النفس الأخير فيلم كوري جنوبي رياضي، إنتاج عام 2013 بطولة سيو إن جوك وإي جونغ سوك وغوون يوري. يتناول الفيلم قصة شبان يمارسون رياضة السباحة، البطل الأول (سيو آن جوك) كان والده سباح ماهر يمارس سباحة النفس الواحد، ومات في إحدى المنافسات. وبعد وفاة والده ووالدته يترك المدرسة ثم يقوم أحد أصدقاء والده بإجباره على الالتحاق بمدرسة للسباحة، ويتعرف هناك على البطل الثاني (إي جونغ سوك) الذي التحق بالمدرسة، بالرغم من أنه بطل السباحة الأول في كوريا، على إثر فقده لتصنيفه على خلفية مشاجرة بينه وبين لاعب آخر، ويبدأ من الصفر من أجل الاستعداد للمنافسات القادمة. تحدث مشاجرة بين (سيو إن جوك) وأحد طلبة المدرسة ليطرد بعدها (سيو إن جوك) من المدرسة. تدور أحداث الفيلم في سياق كوميدي.

## روابط خارجية
- الموقع الرسمي
 (بالكورية)
- حتى النفس الأخير على موقع IMDb (الإنجليزية)
- حتى النفس الأخير على موقع روتن توميتوز (الإنجليزية)
- حتى النفس الأخير على موقع أول موفي (الإنجليزية)
- حتى النفس الأخير على موقع فيلمافينيتي (الإسبانية)
- حتى النفس الأخير على موقع قاعدة بيانات الفيلم (الإنجليزية)
- حتى النفس الأخير على موقع ليتربوكسد (الإنجليزية)
- حتى النفس الأخير على موقع كينوبويسك (الروسية)
- قالب:KMDb film
- No Breathing على هانسينما